# Hans Schlitte
Hans Schlitte (Goslar, seconda metà del XV secolo – Germania, 1557 circa) è stato un mercante tedesco che, a partire dal 1540 e fino alla sua morte, operò in Germania per conto dello zar russo Ivan IV, nel tentativo di reclutare esperti occidentali nel campo militare, dell'architettura e delle arti.

## Biografia
Hans Schlitte era partito dalla nativa Goslar per recarsi in Russia per commerciare ma, una volta giuntovi, aveva perso tutto il suo denaro. Senza perdersi d'animo aveva raggiunto lo zar a Mosca mettendosi al suo servizio.
Lo Zar aveva accolto di buon grado Schlitte e lo aveva preso al suo servizio, ordinandogli di tornare in Germania e portare in Russia quanti più esperti delle varie discipline, come erano indicati nella lettera dello Zar in suo possesso: "... maestri e dottori, che possano trattare e curare le malattie, che capiscano le lingue latina e tedesca, maestri che sappiano come preparare le armature; maestri che abbiano familiarità con l'oro, l'argento e la lavorazione dello stagno; abili nel trovare le perle e le pietre preziose, orafi, maestri d'arma, costruttori di campane, costruttori edili, che possono erigere edifici in pietra e in legno, palazzi e chiese, medici militari che possano curare ferite fresche e preparare farmaci, persone che sappiano come gestire l'acqua e fare la carta... ".
Nelle intenzioni dello Zar, tutto questo personale avrebbe dovuto contribuire alla modernizzazione della Russia che, all'epoca, stava faticosamente uscendo dal medioevo. Il secondo obiettivo era quello di farli contribuire alle sue campagne militari di espansione territoriale verso Kazan', Astrachan', e la Crimea.
Schlitte parte alla volta della Germania e, nel 1547, incontra il Sacro Romano Imperatore Carlo V ad Augusta e gli consegna la lettera dello Zar. L'imperatore decide, dopo qualche consultazione, che l'agente dello zar potrebbe essere un buon mezzo per costruire delle relazioni con Mosca, e gli dà il permesso di reclutare uomini sotto il suo comando.
Il 30 gennaio 1548 l'imperatore emana un editto nel quale si sottolinea il fatto che tutti coloro che saranno reclutati dovranno giurare che non entreranno al servizio di turchi e tartari, e che non opereranno in qualunque altro modo che possa andare a scapito del popolo tedesco.
Schlitte riesce a reclutare circa 300 uomini, tra artigiani, medici e farmacisti che partono divisi in due gruppi alla volta della Russia.
Da questo momento in avanti, tuttavia, Schlitte incontra l'ostilità crescente dell'Ordine di Livonia e del Re di Polonia Sigismondo I Jagellone che, per motivi coincidenti, faranno di tutto per fermarlo.
L'antico Ordine Teutonico di Livonia aveva il dominio fin dal XIII secolo sull'intera Regione Baltica, da Lubecca ai Paesi Baltici e vedeva con estrema contrarietà qualsiasi ipotesi di collaborazione con gli Zar russi, da sempre loro acerrimi nemici mentre la Polonia governava la Lituania confinante con la Russia.
Trovandosi di fronte ad una autorizzazione imperiale i reggenti dell'Ordine di Livonia non potevano permettersi di agire in aperto contrasto con l'Imperatore.
Pertanto decisero di agire per vie traverse: dapprima, nel mese di aprile del 1548, l'arcivescovo di Riga Wilhelm Hieronymus Commerstedt invia all'Imperatore una lettera di protesta ufficiale.
L'Imperatore decide di non revocare la lettera di autorizzazione ma, malgrado ciò, i reggenti dell'Ordine dei Cavalieri Teutonici decidono di inviare delle navi per catturare Schlitte prima che raggiunga la Livonia ma la cattura non riesce.
Occorre ricordare che, all'epoca, l'impero russo non aveva alcun porto o approdo sul Mar Baltico e che ogni commercio e comunicazione doveva passare per i porti baltici in mano ai Principi o agli Ordini Teutonici.
Nel mese di agosto del 1548 Schlitte, pur al corrente dei rischi che corre, arriva finalmente al porto di Tallinn con molti maestri artigiani, ma solo per essere arrestato su richiesta del Comune di Lubecca, con il pretesto di un debito che Schlitte avrebbe contratto con Gioacchino II di Brandeburgo.
Era vero che Schlitte aveva preso in prestito da Gioacchino, mentre si trovava ad Augusta, 2000 Marchi per finanziare la missione ma Gioacchino II di Brandeburgo non voleva realmente indietro il denaro ma semplicemente si era accordato con Sigismondo I di Polonia (di cui era genero) e i reggenti dell'Ordine di Livonia e dato che l'imperatore aveva chiaramente autorizzato Schlitte a raccogliere e inviare degli artigiani ai zaristi, aveva dovuto giustificare in qualche modo il suo arresto.
Schlitte, recluso, invia il suo assistente Johannes Zehender con 4 maggiordomi via terra a Mosca per avvertire lo zar dell'incidente, ma anche questi vengono trattenuti in Livonia presso la città di Kuldīga.
Schlitte cerca di ottenere il proprio e il loro rilascio, ma il consiglio comunale di Lubecca si rifiuta di farlo, anche a costo di andare contro le richieste dell'imperatore.
Schlitte rimane in prigione fino al 1550 quando riesce a fuggire verso Lauenburg in Sassonia.
Una volta tornato in patria cerca invano di ottenere il ripristino dei propri privilegi da parte dell'imperatore Carlo V sostenendo o meglio, millantando, che lo Zar avrebbe costituito un'alleanza con il sacro romano impero contro la Turchia, e che la Russia era pronta addirittura ad unirsi alla Chiesa cattolica.
Il fallimento dell'impresa di Schlitte causò un forte malcontento delle autorità russe. Alcuni storici (ad esempio Karamzin) ritengono che l'affare Schlitte sia stato uno dei motivi dello scoppio della guerra di Livonia.